# جيمس شامبرلين كروفورد
جيمس شامبرلين كروفورد (بالإنجليزية: James Chamberlain Crawford)‏ هو عالم حشرات أمريكي، ولد في 1880، وتوفي في 1950.